# Lamania lipsae
Espèce
Lamania lipsae est une espèce d'araignées aranéomorphes de la famille des Pacullidae.

## Distribution
Cette espèce est endémique de Bornéo.

## Publication originale
- Dierkens, 2011 :  Description d'un nouveau Pacullinae de Bornéo: Lamania lipsae n. sp. (Araneae, Tetrablemmidae). Les Cahiers du musée des Confluences, Études scientifiques, vol. 2, p. 93-98.